# صوفی-قرغان (شهرستان آلای)
صوفی-قرغان (به لاتین: Sopu-Korgon) یک منطقهٔ مسکونی در قرقیزستان است که در شهرستان آلای واقع شده‌است. صوفی-قرغان ۲٬۲۰۵ نفر جمعیت دارد و ۲٬۰۵۱ متر بالاتر از سطح دریا واقع شده‌است.